# بیلی براون (بازیکن فوتبال، زاده ۱۹۰۰)
بیلی براون (به انگلیسی: Billy Brown)  زادهٔ ۲۲ اوت ۱۹۰۰ بازیکن فوتبالاهل انگلستان بود که سابقهٔ بازی در تیم ملی فوتبال انگلستان را در کارنامهٔ خود دارد. وی در تاریخ ۱ نوامبر ۱۹۲۳ تنها بازی ملی خود را در مقابل تیم ملی فوتبال بلژیک انجام داد.
این بازیکن توانسته در این بازی ملی، ۱ گل به ثمر برساند.